# Bokermannohyla oxente
Bokermannohyla oxente és una espècie de granota de la família dels hílids. És endèmica del Brasil. Els seus hàbitats naturals són les zones rocoses properes a corrents intermitents d'aigua.